# Lorene Scafaria
Lorene Scafaria (Holmdel, 1º maggio 1978) è una sceneggiatrice, drammaturga, attrice, cantante e regista statunitense.
La madre, Gail Kiernan, è americano-canadese, mentre il padre, Joseph Scafaria, è italiano nativo di Gioia Tauro. Ha un fratello di nome Vincent. Dal 2013 al 2022 è stata legata sentimentalmente all'attore e comico Bo Burnham.
È nota per aver diretto Cercasi amore per la fine del mondo e Le ragazze di Wall Street - Business is Business e per aver sceneggiato Nick & Norah - Tutto accadde in una notte.

## Filmografia

### Regista
- Cercasi amore per la fine del mondo (Seeking a Friend for the End of the World) (2012)
- Love Is Dead – film TV (2013)
- New Girl – serie TV, 3 episodi (2013-2014)
- The Meddler - Un'inguaribile ottimista (The Meddler) (2015)
- This Is Heaven – film TV (2018)
- Le ragazze di Wall Street - Business Is Business (Hustlers) (2019)

### Sceneggiatrice
- Nick & Norah - Tutto accadde in una notte (Nick and Norah's Infinite Playlist), regia di Peter Sollett (2008)
- Childrens Hospital – serie TV, 1 episodio (2010)
- Ben and Kate – serie TV, 1 episodio (2012)
- Cercasi amore per la fine del mondo (Seeking a Friend for the End of the World), regia di Lorene Scafaria (2012)
- The Meddler - Un'inguaribile ottimista (The Meddler), regia di Lorene Scafaria (2015)
- Le ragazze di Wall Street - Business Is Business (Hustlers), regia di Lorene Scafaria (2019)

### Attrice
- Big Helium Dog, regia di Brian Lynch (1999)
- Mayhem Motel, regia di Karl Kempter (2001)
- A Million Miles, regia di Bryan Sipe (2001)
- The Nines, regia di John August (2007)
- Nick & Norah - Tutto accadde in una notte (Nick and Norah's Infinite Playlist), regia di Peter Sollett (2008)
- Coherence - Oltre lo spazio tempo (Coherence), regia di James Ward Byrkit (2013)
- Jennifer Lopez: Halftime, regia di Amanda Micheli (2022)

## Doppiatrici italiane
- Perla Liberatori in Coherence - Oltre lo spazio tempo